# 鴻山郡
鴻山郡（ホンサンぐん、홍산군）は、現在の韓国忠清南道扶余郡西部地域にあった行政区域である。1914年、扶余郡に統廃合して鴻山面となった。

## 歴史
本来百済の大山県だったが、757年（景徳王16年）翰山に直され、嘉林郡の領県とした。940年（太祖23年）鴻山に直し、1175年（明宗5年）韓山監務にこれを兼ねた。
1413年（太宗13年）県監が派遣され、1895年（高宗32年）郡に昇格され、1914年行政区域改編の際、扶余郡に併合され、鴻山面となった。地名は、その形をした雁またはガチョウのように見える飛鴻山に由来した。
飛鴻含蘆の明堂がここにあるとされ、東の宿鴻駅も本来非熊といったが、飛ぶ雁またはガチョウの形の国なので名前を変えた。
高麗禑王の時、倭寇の侵入が頻繁だった。朝鮮時代には東西に庇仁・石城と、南北に韓山・青陽などと通る道路が発達した。万寿山には無量寺・兜率庵・普賢寺があった。

## 1914年以降
| 朝鮮総督府令第111号 |            |                                                                                |
| 旧行政区画          | 新行政区画 | 新行政区画                                                                     |
| 鴻山郡郡内面        | 鴻山面     | 교원리、남촌리、북촌리、정동리、좌홍리、토정리、홍량리                         |
| 鴻山郡大也面        | 鴻山面     | 무정리、상천리、조현리                                                         |
| 鴻山郡大也面        | 内山面     | 묘원리、운치리、율암리、천보리                                                 |
| 鴻山郡内山面        | 内山面     | 금치리、마전리、온해리、저동리、주암리、지티리                                 |
| 鴻山郡内山面        | 外山面     | 가덕리、갈산리、반교리                                                         |
| 鴻山郡外山面        | 外山面     | 만수리、문신리、복덕리、비암리、삼산리、수신리、장항리、전장리、지선리、화성리 |
| 鴻山郡下西面        | 玉山面     | 가덕리、내대리、대덕리、신안리、안서리                                         |
| 鴻山郡上西面        | 玉山面     | 봉산리、상기리、수암리、중양리、학산리、홍연리                                 |
| 鴻山郡南面          | 南面       | 금천리、내곡리、대선리、마정리、송암리、신홍리、회동리                         |
| 鴻山郡上東面        | 南面       | 삼용리、송학리                                                                 |
| 鴻山郡上東面        | 九龍面     | 동방리、용당리、죽교리                                                         |
| 鴻山郡海岸面        | 九龍面     | 구봉리、금사리、논치리、주정리、죽절리、태양리、현암리                         |